# Bataille de Worksop
Pour un article plus général, voir Guerre des Deux-Roses.
Guerre des Deux-Roses
Batailles
La bataille de Worksop fut livrée le 16 décembre 1460 pendant la guerre des Deux-Roses. Elle opposa les forces lancastriennes d'Henri Beaufort à celles d'une petite force yorkiste. 
Très peu de détails sur cette escarmouche subsistent.

## Contexte
Après sa campagne victorieuse à l'été 1460, Richard Plantagenêt, 3e duc d'York, obtient que le Parlement vote l'Acte d'Accord le 25 octobre 1460. York est désigné héritier du roi Henri VI et est nommé pour la troisième fois Lord Protecteur.
L'Acte d'Accord déshérite donc Édouard de Westminster, le jeune fils d'Henri VI. La reine Marguerite d'Anjou, mécontente de cette situation, s'enfuit avec son fils au château de Harlech, au Pays de Galles, au nord du Pays de Galles, où ils ont été rejoints par plusieurs nobles leur étant restés fidèles (notamment Jasper Tudor et Henri Holland) et qui ont recruté des troupes. Marguerite gagne ensuite l'Écosse où elle obtient l'aide de la reine Marie d'Egmont en échange de la cession de la ville et du château de Berwick-upon-Tweed. Par ailleurs, d'autres lancastriens, comme le comte de Northumberland et le baron de Clifford, ont rallié le nord de l'Angleterre. Les forces lancastriennes, au nombre d'environ 15 000 hommes, se rassemblent près de Kingston-upon-Hull et commencent à piller les terres proches appartenant à Richard d'York et au comte de Salisbury.
Confronté à ce défi à son autorité, Richard envoie son fils aîné Édouard au Pays de Galles pour contenir les Lancastriens se trouvant là-bas et, laissant le comte de Warwick responsable de Londres, se met en marche en personne vers le nord le 9 décembre, accompagné d'Edmond, son fils cadet, et du comte de Salisbury. Ils se dirigent avec 9 000 hommes vers le château de Sandal.

## La bataille
De son côté, Henri Beaufort, 2e duc de Somerset, part du château de Corfe avec un petit contingent composé essentiellement de cavaliers pour rejoindre le reste de l'armée lancastrienne commandée par Northumberland à Kingston-upon-Hull. Il s'arrête quelque temps à Worksop, où il rassemble quelques partisans supplémentaires, qui appartenaient à John Talbot, 2e comte de Shrewsbury, tué par des soldats yorkistes lors de la bataille de Northampton le 10 juillet 1460.
L'avant-garde yorkiste, qui met du temps à rejoindre le duc d'York, retrouve le contingent lancastrien à Worksop. On ignore précisément pourquoi les Yorkistes sont passés par Worksop. Ils ont quitté la Grande Route du Nord afin de rejoindre York à Sandal. La ville contrôlée par les Yorkistes la plus proche était Doncaster. Or, la région était à ce moment-là inondée à cause des pluies interminables, ce qui les privait de vivres. L'hypothèse la plus plausible est que l'avant-garde voulait estimer le nombre de lancastriens dirigés par Beaufort. 
William Worcester nous donne le seul compte-rendu de l'escarmouche qui a lieu à Worksop dans ses Annales rerum Anglicarum :

« Le Duc d'York, avec le Comte de Salisbury et plus de mille hommes d'armes, allait de Londres à York, en décembre 1460, quand une partie de ses hommes, le fourgon ou peut-être les éclaireurs… furent taillés en pièces par les gens du Duc de Somerset à Worksop. »

Il n'y a pas de véritable preuve de la bataille si ce n'est une section de crânes dans le prieuré de Worksop.

## Conséquences
Henri Beaufort rejoint Northumberland près de Wakefield. Le 21 décembre 1460, le duc d'York arrive au château de Sandal. Il lance quelques attaques pour sonder les forces ennemies, qui se trouvent à 14 kilomètres à l'est, mais celles-ci sont repoussées. 
Il demande alors l'aide de son fils Édouard mais, avant que le moindre renfort ne soit encore arrivé, il se décide à faire une sortie le 30 décembre. La bataille de Wakefield est un désastre pour les yorkistes : York et Salisbury sont tués. Marguerite d'Anjou ordonne que leurs têtes soient fichées sur les portes de la ville d'York.